# Jagdstaffel 4
La Jagdstaffel 4 (in tedesco: Königlich Preußische Jagdstaffel Nr 4, abbreviato in Jasta 4) era una squadriglia (staffel) da caccia della componente aerea del Deutsches Heer, l'esercito dell'Impero tedesco, durante la prima guerra mondiale (1914-1918).

## Storia
La Jagdstaffel 4 viene fondata il 25 agosto 1916 a Fort Vaux, una delle prime squadriglie da caccia ispirata dalle esperienze di Oswald Boelcke sull'organizzazione della componente aerea. La squadriglia inizialmente fu formata dai piloti esperti trasferiti dalla Feldflieger Abteilung 23, dalla Kampfeinsatzkommando Vaux, dalla Armee-Flugpark Nr. 2 e da altri piloti di aerei biposto assegnati originariamente alla 2ª armata dell'esercito come Rudolf Berthold (aviatore), Wilhelm Frankl, Walter Höhndorf e Ernst von Althaus. Nel giugno 1917 viene assegnata alla 4ª armata.
La Jasta 4 il 1º settembre 1916 si sposta a Roupy, il 12 dicembre 1916 a Xivry-Circourt, il 10 febbraio 1917 a Le Catelet, il 24 febbraio 1917 a Douai ed il 1º giugno 1917 a Courtrai.
Il 24 giugno 1917 viene dato l'incarico a Manfred von Richthofen di formare la Jagdgeschwader I e la squadriglia si trasferisce presso l'aerodromo di Markebecke per unirsi alle Jagdstaffeln 6, 10 e 11. La squadriglia sarebbe rimasta parte del "circo volante" di Richthofen per tutta la durata della guerra. Durante l'estate di quell'anno il comandante della squadriglia Kurt Bertram von Döring ha dovuto ricoprire anche l'incarico di comandante della Jagdgeschwader I a causa del ferimento di Richthofen con non poche difficoltà.
Al momento della formazione la Jagdstaffel 4 è stata dotata di aerei da caccia Halberstadt D.II e Fokker E.III per poi essere sostituiti nel febbraio 1917 dagli Albatros D.II e dai Pfalz D.III. In questo periodo gli aerei della squadriglia si presentavano con fasce bianche e nere intorno alla fusoliera. Nei primi mesi del 1918 l'unità viene dotata di Fokker Dr.I colorati a strisce rosse e turchese sia sulle ali che intorno alla fusoliera. La squadriglia ha anche avuto a disposizione Albatros D.III, Albatros D.V, Halberstadt D.V e Fokker D.VII.
L'appartenenza al "circo volante" portò l'unità a continui spostamenti. 
Il 2 luglio 1917 va a Marckebeke (a 3 km da Courtrai), il 21 novembre 1917 a Lieu-Saint-Amand, il 26 marzo 1918 a Léchelle (Passo di Calais), il 3 aprile 1918 a Harbonnières, il 12 aprile 1918 a Cappy, dal 20 maggio a Longchamps di Vadencourt (Aisne), il 26 maggio a Puisieux Ferme (a 8 km da Laon), il 31 maggio a Beugneux, il 18 luglio a Monthussart Ferme (14 km a sud-est di Soissons), dal 30 luglio torna a Puisieux Ferme, dal 10 agosto 1918 ad Ennemain, dall'11 agosto a Bernes, dal 30 agosto a Busigny, dall'8 settembre al campo di aviazione di Metz-Frescaty (8 km sud sud-ovest da Metz), dal 9 ottobre a Marville, dal 7 novembre a Tellancourt e dal 10 novembre 1918 ripiega ad Aschaffenburg.
Durante il 1918, la Jagdstaffel 4 ha operato sui fronti a supporto della 2ª, 6. Armee (Deutsches Heer), 7ª, e 17ª armata concludendo la guerra sul fronte dove era presente la 5. Armee (Deutsches Heer). Il Leutnant de Reserves Egon Koepsch è stato l'ultimo Staffelführer (comandante) della Jagdstaffel 4, dai primi giorni di novembre del 1918 fino alla fine della guerra. L'unità è stata smobilitata il 16 novembre 1918.
Alla fine della prima guerra mondiale alla Jagdstaffel 4 vennero accreditate 192 vittorie aeree. Di contro, la Jasta 4 perse 11 piloti, 2 furono fatti prigionieri di guerra e 9 furono feriti in azione.

## Lista dei comandanti della Jagdstaffel 4
Di seguito vengono riportati i nomi dei piloti che si succedettero al comando della Jagdstaffel.
| Grado                | Nome                              | Periodo                             |
| -------------------- | --------------------------------- | ----------------------------------- |
| Hauptmann            | Rudolf Berthold (aviatore)        | 25 agosto 1916 - 1 settembre 1916   |
| Oberleutnant         | Hans-Joachim Buddecke             | 1 settembre 1916 - 14 dicembre 1916 |
| Leutnant             | Ernst von Althaus                 | 14 dicembre 1916 - febbraio 1917    |
| Leutnant             | Wilhelm Frankl                    | febbraio 1917 - 8 aprile 1917       |
| Oberleutnant         | Kurt-Bertram von Döring           | 24 giugno 1917 - 6 luglio 1917      |
| Oberleutnant         | Oskar von Boenigk                 | 6 luglio 1917 - 25 luglio 1917      |
| Oberleutnant         | Kurt-Bertram von Döring           | 25 luglio 1917 - 6 settembre 1917   |
| Oberleutnant         | Oskar von Boenigk                 | 6 settembre 1917 - 23 ottobre 1917  |
| Oberleutnant         | Kurt-Bertram von Döring           | 23 ottobre 1917 - 12 dicembre 1917  |
| Leutnant de Reserves | Kurt Wüsthoff                     | 12 dicembre 1917 – 20 dicembre 1917 |
| Oberleutnant         | Kurt-Bertram von Döring           | 20 dicembre 1917 - 19 gennaio 1918  |
| Leutnant de Reserves | Kurt Wüsthoff                     | 19 gennaio 1918 – 16 marzo 1918     |
| Leutnant             | Hans-Georg von der Osten          | 16 marzo 1918 – 28 marzo 1918       |
| Leutnant de Reserves | Johannes Janzen                   | 28 marzo 1918 – 3 maggio 1918       |
| Leutnant             | Viktor von Pressentin von Rautter | 4 maggio 1918 – 20 maggio 1918      |
| Leutnant de Reserves | Ernst Udet                        | 20 maggio 1918 – 14 agosto 1918     |
| Leutnant de Reserves | Egon Koepsch                      | 14 agosto 1918 – 19 settembre 1918  |
| Leutnant de Reserves | Ernst Udet                        | 19 settembre 1918 – 22 ottobre 1918 |
| Leutnant de Reserves | Heinrich Maushake                 | 22 ottobre 1918 – 3 novembre 1918   |
| Leutnant de Reserves | Egon Koepsch                      | 3 novembre 1918 – 11 novembre 1918  |

## Lista degli aerei utilizzati della Jagdstaffel 4
- Halberstadt D.II
- Halberstadt D.III
- Fokker E.III
- Pfalz D.III
- Albatros D.II
- Albatros D.III
- Albatros D.V
- Halberstadt D.V
- Fokker Dr.I
- Fokker D.VII